# Gnophos predotae
Gnophos predotae är en fjärilsart som beskrevs av Karl Schawerda 1929. Gnophos predotae ingår i släktet Gnophos och familjen mätare. Inga underarter finns listade i Catalogue of Life.